# 私は幸せです
『私は幸せです』（韓：나는 행복합니다）は、2009年の韓国映画。主演はヒョンビン、イ・ボヨン。監督はユン・ジョンチャン。2009年11月26日韓国で公開。先んじて2008年10月16日、第13回釜山国際映画祭の閉幕作として上映された。原作はイ・チョンジュン（이청준）の短編『チョ・マンドク氏（韓：조만득씨）』。
日本版DVD発売日はヒョンビンの除隊日である2012年12月6日であった。韓国版『カッコーの巣の上で』（1975年のアメリカ映画、第48回アカデミー賞で5部門受賞作）と紹介された。

## ストーリー
カーセンターを営む青年チョ・マンス（ヒョンビン）は、夫の死後、認知症となった母親の介護と金銭を要求するギャンブル中毒の兄に挟まれ、厳しい現実に耐えられず被害妄想と誇大妄想症を患い、精神病院へ入棟。病院で看護師イ・スギョン（イ・ボヨン）と出会う。マンス（ヒョンビン）はスイスでホテルを経営する母親がいるため、小切手にサインさえすれば金が入ると思い込んでいる。

## キャスト
| 役名         | 役名（韓） | 俳優           |                      |
| ------------ | ---------- | -------------- | -------------------- |
| チョ・マンス | 조만수     | ヒョンビン     | 精神科で療養する青年 |
| イ・スギョン | 이수경     | イ・ボヨン     | 精神科の看護師       |
| ヒョンチョル | 형철       | キム・ソンミン | 精神科の医師         |

## 興行成績
- 韓国国内累積観客数：7,505 名（韓国映画振興協会調べ）
- 集計期間：2009年10月30日ー2012年7月24日

## 日本での公開
- 2014年3月21日より開催された新大久保初の映像コンテンツ上映イベント『新大久保ドラマ＆映画祭 2014』で上映された[2]。

## エピソード
- ヒョンビンは、自ら俳優人生において「学校のようだった」と言うほど、愛着をみせる作品[3]。
- ユン・ジョンチャン監督は現場で俳優に厳しいことで有名[4]。
- どのシーンも「死ぬほど大変だった。今思えば、どうやってできたのかが不思議」だったと語り、また撮影中気苦労で体重が4kg減り、最初に撮影したシーンは後で取り直したほど大変だったこのマンス役について[5]、ヒョンビンは撮影後約10年後のインタビューで最も印象に残っている役として挙げている[6]。
- ヒョンビンは「マンスの現在が過去のスギョンの姿であって、過去のマンスが現在のスギョンの姿」と語っている。
- ヒョンビンはカラオケのシーンについて、役の感情に浸るあまり、カットがかかった後も暫く泣いていた、と語っている、[7]